# 단층촬영술
단층촬영술(tomography)은 모든 종류의 투과파를 사용하여 단면 또는 절편별로 영상을 촬영하는 것이다. 이 방법은 방사선학, 고고학, 생물학, 대기 과학, 지구물리학, 해양학, 플라즈마 물리학, 재료 과학, 우주 화학, 천체 물리학, 양자 정보 및 기타 과학 분야에서 사용된다. Tomography라는 단어는 고대 그리스어 τόμος tomos ("slice, section") 및 γράφΩ graphō ("쓰기" 또는 이 문맥에서는 "설명")에서 파생되었다. 단층촬영술에 사용되는 장치를 단층촬영기(tomograph)라고 하며, 생성된 이미지는 단층촬영영상(tomogram)이다.

## 같이 보기
- 기능자기공명영상법
- 컴퓨터단층촬영
- 양전자 방출 단층촬영
- 단일 광자 방출 컴퓨터 단층 촬영 (SPECT)